# Telmex
Telmex – meksykańska firma telekomunikacyjna, świadcząca swoje usługi w takich krajach jak: Meksyk, Argentyna, Kolumbia, Brazylia  oraz w innych krajach Ameryki Łacińskiej. Telmex posiada 90% linii stacjonarnych w Meksyku.
Telmex powstał w 1947. W 1990 został kupiony za 1,8 mld USD przez grupę inwestorów, na czele z Carlos Slim Helú, France Télécom i Southwestern Bell Corporation.